# Xenocytaea victoriensis
Xenocytaea victoriensis là một loài nhện trong họ Salticidae.
Loài này thuộc chi Xenocytaea. Xenocytaea victoriensis được Patoleta miêu tả năm 2011.